# Piteå stad
Denna artikel handlar om den tidigare kommunen Piteå stad. För orten se Piteå, för dagens kommun, se Piteå kommun.
Piteå stad var en stad och kommun i Norrbottens län. Centralort var Piteå och kommunkod 1952-1970 var 2581.

## Administrativ historik
Piteå fick stadsprivilegier den 12 maj 1621 vid Öjeby kyrka i Öjebyn men flyttades till sin nuvarande plats 1667 efter en brand året innan. Den 1 januari 1863 inrättades Piteå stad som stadskommun när 1862 års kommunalförordningar trädde i kraft. Kommunreformen 1952 påverkade inte indelningarna i området, då varken Västerbottens eller Norrbottens län berördes av reformen.
Stadens territorium ändrades flera gånger (årtal avser den 1 januari det året om inget annat anges):
- 1940 - Enligt beslut den 31 mars 1939 överfördes till Piteå stad och Piteå stadsförsamling från Piteå landskommun och Piteå landsförsamling vissa områden med 838 invånare[4] omfattande en areal av 2,86 kvadratkilometer, varav 2,46 kvadratkilometer land. Samtidigt överfördes andra områden i motsatt riktning med 147 invånare[4] omfattande en areal av 0,73 kvadratkilometer, varav allt land.[5]
- 1941 - Enligt beslut den 15 mars 1940 överfördes från staden till Älvsby landskommun och Älvsby socken ett obebott[6] område omfattande en areal av 8,40 kvadratkilometer, varav 8,07 km² land.[7]
- 1967 - Piteå landskommun, Hortlax landskommun och Norrfjärdens landskommun inkorporerades i staden.
- 1971 - Enligt beslut den 3 april 1970[8] överfördes från Piteå stad och Piteå stadsförsamling till Skellefteå kommun och Byske församling i  Västerbottens län ett obebott område med en areal av 4,62 kvadratkilometer, varav 4,32 km² land.[9] Området bestod av fastigheten Romelsön 1:1 som omfattade ön Romelsön.[8]

Den 1 januari 1971 infördes enhetlig kommuntyp och Piteå stad ombildades därmed till Piteå kommun.

### Judiciell tillhörighet
Piteå stad hade egen jurisdiktion med magistrat och rådhusrätt fram till den 1 januari 1943 (enligt beslut den 30 juni 1942), då den lades under Piteå domsaga och Piteå och Älvsby tingslag.

### Kyrklig tillhörighet
I kyrkligt hänseende hörde staden till Piteå stadsförsamling, utbruten 1686 ur Piteå landsförsamling.

### Sockenkod
För registrerade fornfynd med mera så återfinns staden inom ett område definierat av sockenkod 0189 som motsvarar den omfattning staden hade kring 1950.

## Stadsvapnet
Blasonering: I fält av silver ett rött avhugget renhuvud med beväring av guld, därest dylik skall komma till användning.
Detta vapen fastställdes av Kungl. Maj:t den 25 januari 1946. Vapnet förs idag av den nuvarande Piteå kommun. Se artikeln om Piteå kommunvapen för mer information.

## Geografi

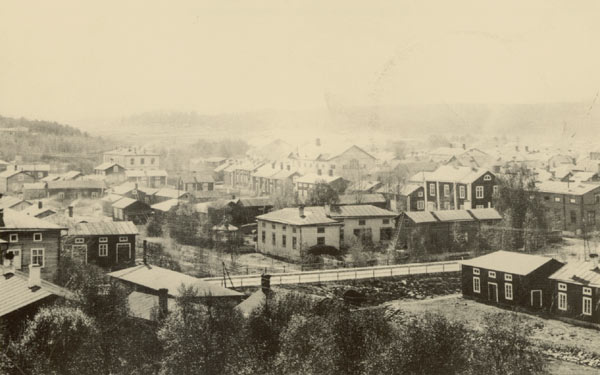
Vy från kyrkan över kyrkbron över Piteå centrum år 1906.

Piteå stad omfattade den 1 januari 1952 en areal av 52,68 km², varav 45,15 km² land. Efter nymätningar och arealberäkningar färdiga den 1 januari 1954 omfattade staden den 1 januari 1961 en areal av 46,54 km², varav 43,40 km² land.

### Tätorter i staden 1960
I Piteå stad fanns del av tätorten Piteåa, som hade 7 111 invånare i staden den 1 november 1960. Tätortsgraden i staden var då 96,1 procent.

## Befolkningsutveckling
| Befolkningsutvecklingen i Piteå stad 1805–1970 | Befolkningsutvecklingen i Piteå stad 1805–1970 | Befolkningsutvecklingen i Piteå stad 1805–1970 | Befolkningsutvecklingen i Piteå stad 1805–1970 | Befolkningsutvecklingen i Piteå stad 1805–1970 |
| --- | ---------------------------------------------- | ---------------------------------------------- | ---------------------------------------------- | ---------------------------------------------- |
| |                                                |                                                |                                                |                                                |
| År |                                                |                                                | Folkmängd                                      |                                                |
| 1805 | 1805                                           |                                                | 899                                            |                                                |
| 1810 | 1810                                           |                                                | 634                                            |                                                |
| 1820 | 1820                                           |                                                | 967                                            |                                                |
| 1830 | 1830                                           |                                                | 1 216                                          |                                                |
| 1840 | 1840                                           |                                                | 1 172                                          |                                                |
| 1850 | 1850                                           |                                                | 1 405                                          |                                                |
| 1860 | 1860                                           |                                                | 1 554                                          |                                                |
| 1870 | 1870                                           |                                                | 1 800                                          |                                                |
| 1880 | 1880                                           |                                                | 2 337                                          |                                                |
| 1890 | 1890                                           |                                                | 2 691                                          |                                                |
| 1900 | 1900                                           |                                                | 2 655                                          |                                                |
| 1910 | 1910                                           |                                                | 2 632                                          |                                                |
| 1920 | 1920                                           |                                                | 3 043                                          |                                                |
| 1930 | 1930                                           |                                                | 3 102                                          |                                                |
| 1935 | 1935                                           |                                                | 3 405                                          |                                                |
| 1940 | 1940                                           |                                                | 4 259                                          |                                                |
| 1945 | 1945                                           |                                                | 4 895                                          |                                                |
| 1950 | 1950                                           |                                                | 5 568                                          |                                                |
| 1955 | 1955                                           |                                                | 6 466                                          |                                                |
| 1960 | 1960                                           |                                                | 7 402                                          |                                                |
| 1965 | 1965                                           |                                                | 8 470                                          |                                                |
| 1970 | 1970                                           |                                                | 9 439                                          |                                                |
| Anm: För åren 1805-1945: befolkning enligt folkräkning 31 december enligt den administrativa indelningen den 1 januari följande år. 1950 avser befolkning enligt folkräkning den 31 december enligt den administrativa indelningen den 1 januari 1952. 1955 avser den kyrkobokförda befolkningen den 31 december enligt den administrativa indelningen den 1 januari följande år. 1960-1965 avser befolkning enligt folkräkning den 1 november enligt den administrativa indelningen den 1 januari följande år. 1970 avser befolkningen den 1 november 1970 i det område som staden omfattade när den blev del av Piteå kommun 1 januari 1971. |                                                |                                                |                                                |                                                |

## Näringsliv
Vid folkräkningen den 31 december 1950 var kommunens befolknings huvudnäring uppdelad på följande sätt:
- 40,2 procent av befolkningen levde av industri och hantverk
- 19,7 procent av handel
- 18,3 procent av offentliga tjänster m.m.
- 11,3 procent av samfärdsel
- 3,9 procent av jordbruk med binäringar
- 2,9 procent av husligt arbete
- 0,0 procent av gruvbrytning
- 3,6 procent av ospecificerad verksamhet.

Av den förvärvsarbetande befolkningen jobbade 8,2 procent i träindustrin, 5,6 procent i pappers- och grafiska industrin, 18,1 procent med varuhandel och 11,2 procent med hälso- och sjukvård samt personlig hygien. 13,0 procent av förvärvsarbetarna arbetade i en annan kommun.

## Politik

### Mandatfördelning i valen 1919–1966
| 2 | 4 | 7 | 8 |

| 20 |

| 2 | 3 | 7 | 9 |

| 19 |

| 1 | 3 | 8 | 9 |

| 20 |

| 9 | 3 | 2 | 7 |

| 21 |

| 9 | 1 | 2 | 9 |

| 21 |

| 1 | 9 | 2 | 9 |

| 21 |

| 1 | 10 | 1 | 9 |

| 20 |

| 1 | 13 | 1 | 6 |

| 18 | 3 |

| 3 | 11 | 2 | 5 |

| 18 | 3 |

| 1 | 13 | 4 | 3 |

| 18 | 3 |

|  | 21 | 3 | 5 |

| 26 |

|  | 21 |  | 2 | 5 |

| 26 |

|  | 20 |  | 4 | 4 |

| 27 |

| 5 | 28 | 7 | 4 |  | 4 |

| 46 |

## Rådhusrätten i Piteå
Piteå stad hade egen jurisdiktion med rådhusrätt, som lydde under Svea hovrätt fram till 1936 och sedan under Hovrätten för Övre Norrland. Rådhusrätten upphörde den 1 januari 1943 då Piteå stad lades under landsrätt i Piteå domsaga och Piteå och Älvsby tingslag.

### Borgmästare
se även Lista över borgmästare i Piteå
| Ämbetstid                    | Namn                            |
| ---------------------------- | ------------------------------- |
| 13 november 1789-4 mars 1808 | Anders Ottonius                 |
| 24 juli 1829–6 maj 1843      | Carl Erik Stenberg              |
| 1885-1917                    | Arvid Bergdahl                  |
| 1917-1920                    | David Markström (tillförordnad) |
| 1920-1941                    | David Markström                 |
| 1942                         | Vakant                          |

kommunalborgmästare
| Ämbetstid | Namn           |
| --------- | -------------- |
| 1948-1958 | Bengt Åhrström |

### Fotnoter
1. 1 2 3 4  Folkräkningen, den 1 november 1960, I : Folkmängd inom kommuner och församlingar efter kön, ålder, civilstånd m. m., SCB, 1961, läs online.[källa från Wikidata]
2. ↑  Städernas kommunalförvaltningar i Sveriges statskalender 1925
3. 1 2   (PDF) Folkräkningen den 31 december 1950, I, Areal och folkmängd inom särskilda förvaltningsområden m.m., Tätorter. Stockholm: Statistiska centralbyrån. 1952-05-19. sid. 6* & 122. Arkiverad från originalet den 1 oktober 2014. https://www.webcitation.org/6T09ZkyrB?url=http://www.scb.se/Grupp/Hitta_statistik/Historisk_statistik/_Dokument/SOS/Folkrakningen_1950_1.pdf. Läst 9 oktober 2014 Arkiverad 29 oktober 2013 hämtat från the Wayback Machine.
4. 1 2   (PDF) Folkmängden inom administrativa områden den 31 december 1939. Statistiska centralbyrån. sid. 38 & 42. http://www.scb.se/H/SOS%201911-/Befolkningsstatistik/Folkm%c3%a4ngden%20inom%20administrativa%20omr%c3%a5den%20(SOS)%201910-1961/Folkm%c3%a4ngden-inom-administrativa-omr%c3%a5den-1939.pdf. Läst 15 augusti 2017
5. ↑   (PDF) Folkräkningen den 31 december 1940, I, Areal och folkmängd inom särskilda förvaltningsområden m.m., Befolkningsagglomerationer. Stockholm: Statistiska centralbyrån. 1942. sid. 105. Arkiverad från originalet den 9 oktober 2014. https://www.webcitation.org/6TCcNWXzt?url=http://www.scb.se/Grupp/Hitta_statistik/Historisk_statistik/_Dokument/SOS/Folkrakningen_1940_1.pdf. Läst 15 augusti 2017 Arkiverad 1 november 2013 hämtat från the Wayback Machine.
6. ↑   (PDF) Folkmängden inom administrativa områden den 31 december 1940. Statistiska centralbyrån. sid. 37 & 41. http://www.scb.se/H/SOS%201911-/Befolkningsstatistik/Folkm%c3%a4ngden%20inom%20administrativa%20omr%c3%a5den%20(SOS)%201910-1961/Folkm%c3%a4ngden-inom-administrativa-omr%c3%a5den-1940.pdf. Läst 15 augusti 2017
7. 1 2   (PDF) Folkräkningen den 31 december 1945, I, Areal och folkmängd inom särskilda förvaltningsområden m.m., Befolkningsagglomerationer. Stockholm: Statistiska centralbyrån. 1947. sid. 97 & 146. Arkiverad från originalet den 25 oktober 2014. https://www.webcitation.org/6TamDOErk?url=http://www.scb.se/Grupp/Hitta_statistik/Historisk_statistik/_Dokument/SOS/Folkrakningen_1945_1.pdf. Läst 25 oktober 2014 Arkiverad 24 september 2015 hämtat från the Wayback Machine.
8. 1 2  ”Byske socken. Alfabetiska registret - R” (DJVU). Lantmäterimyndigheternas arkiv. Lantmäteriet. sid. 8. https://etjanster.lantmateriet.se/historiskakartor/s/show.html?archive=REG&showmap=true&searchType=v&nbOfImages=12&sd_base=lm24&sd_ktun=0005hl20&mdat=20170113094548155055. Läst 15 augusti 2017.
9. ↑   (PDF) Folk- och bostadsräkningen 1970, Del 1. Befolkning i kommuner och församlingar m.m.. Stockholm: Statistiska centralbyrån. 1972. sid. 69. Arkiverad från originalet den 6 juli 2015. https://www.webcitation.org/6ZpNsyqr4?url=http://www.scb.se/Grupp/Hitta_statistik/Historisk_statistik/_Dokument/SOS/Folk_o_bostadsrakningen_1970_1.pdf. Läst 6 juli 2015 Arkiverad 24 september 2015 hämtat från the Wayback Machine.
10. ↑  Per Andersson: Sveriges kommunindelning 1863-1993, Draking, Mjölby 1993, ISBN 91-87784-05-X, s. 98-99
11. ↑  ”Förteckning (Sveriges församlingar genom tiderna)”. Skatteverket. 1989. http://www.skatteverket.se/privat/folkbokforing/omfolkbokforing/folkbokforingigaridag/sverigesforsamlingargenomtiderna/forteckning.4.18e1b10334ebe8bc80003999.html. Läst 17 december 2013.
12. ↑  Fornminnesregistret, Riksantikvarieämbetet: Piteå stad Fornminnen i socknen erhålls på kartan genom att skriva in sockennamn (utan "socken") i "Ange geografiskt område"
13. ↑  ”Svenska Heraldiska Föreningens vapendatabas”. Arkiverad från originalet den 18 oktober 2012. https://web.archive.org/web/20121018011750/http://databas.heraldik.se/index.php. Läst 3 februari 2011.
14. ↑   (PDF) Folkräkningen den 1 november 1960, I, Folkmängd inom kommuner och församlingar efter kön, ålder, civilstånd m.m.. Stockholm: Statistiska centralbyrån. 1965-09-30. sid. 61. Arkiverad från originalet den 15 juli 2015. https://www.webcitation.org/6a1zkRbkC?url=http://www.scb.se/Grupp/Hitta_statistik/Historisk_statistik/_Dokument/SOS/Folkrakningen_1960_01.pdf. Läst 26 december 2014 Arkiverad 14 oktober 2013 hämtat från the Wayback Machine.
15. ↑   (PDF) Folkräkningen den 1 november 1960, II, Folkmängd inom tätorter efter kön, ålder och civilstånd.. Stockholm: Statistiska centralbyrån. 1961-10-31. sid. 33. Arkiverad från originalet den 29 juni 2015. https://www.webcitation.org/6ZeEB9Ija?url=http://www.scb.se/Grupp/Hitta_statistik/Historisk_statistik/_Dokument/SOS/Folkrakningen_1960_02.pdf. Läst 30 juni 2015 Arkiverad 24 september 2015 hämtat från the Wayback Machine.
16. ↑  ”Historisk statistik efter serie”. Statistiska centralbyrån. Arkiverad från originalet den 30 december 2017. https://web.archive.org/web/20171230122632/http://www.scb.se/sv_/hitta-statistik/historisk-statistik/digitaliserat---statistik-efter-serie/. Läst 29 april 2017.
17. 1 2   (PDF) Folkräkningen den 31 december 1950, IV, Totala räkningen: folkmängden efter yrke i kommuner, församlingar och tätorter. Stockholm: Statistiska centralbyrån. 1954-10-08. sid. 190-191. Arkiverad från originalet den 30 juni 2015. https://www.webcitation.org/6Zfas4HUP?url=http://www.scb.se/Grupp/Hitta_statistik/Historisk_statistik/_Dokument/SOS/Folkrakningen_1950_4.pdf. Läst 30 juni 2015 Arkiverad 24 september 2015 hämtat från the Wayback Machine.
18. ↑  Elsa Trolle Önnerfors: Domsagohistorik - Piteå tingsrätt (del av Riksantikvarieämbetets Tings- och rådhusinventeringen 1996-2007)
19. ↑  Städernas styrelser i Sveriges statskalender 1942